# Betty Sullivan
Betty Julia Sullivan (31 mai 1902 - 25 décembre 1999) est une biochimiste américaine. Au cours de sa carrière, Sullivan est la première femme à recevoir la médaille Osbourne de l'American Association of Cereal Chemists, en 1948. En 1954, Sullivan reçoit la médaille Garvan-Olin de l'American Chemical Society.

## Biographie
Le 31 mai 1902, Sullivan est née à Minneapolis, Minnesota. Sullivan fréquente l'Université du Minnesota pour son baccalauréat ès sciences en 1922. Au milieu des années 1920, Sullivan quitte les États-Unis et obtient une maîtrise à l'Université de Paris en 1925. L'année suivante, elle mène des recherches à l'Institut Pasteur en 1926,. En 1935, Sullivan retourne à l'Université du Minnesota pour un doctorat en philosophie en biochimie et un diplôme mineur en chimie organique,. Sullivan rédige sa thèse de baccalauréat ès sciences sur les réactions chimiques dans le pinène et sa thèse de doctorat sur les lipides présents dans le blé.
En 1922, Sullivan commence sa carrière en chimie en tant qu'assistante de laboratoire pour la Russell Miller Milling Company en 1922. Chez Russell Miller, Sullivan est promue chimiste en chef en 1927 et directrice de recherche en 1947. Tout en faisant des recherches sur la chimie alimentaire du blé et de la farine, Sullivan occupe simultanément le poste de vice-présidente,. Après que Russell Miller est devenu membre de Peavey Company en 1958, Sullivan poursuit ses recherches et ses postes de direction chez Peavey tout en travaillant dans la transformation des aliments pour créer de nouveaux produits. Lorsque Sullivan quitte Peavey en 1967, elle co-créé une société de conseil en Agro-industrie appelée Experience Inc. Pendant son temps avec Experience Inc. Sullivan occupe divers postes, dont celui de présidente en 1969 et de directrice en 1975 avant sa retraite en 1992.
En 1948, Sullivan est la première femme à recevoir la médaille Osbourne de l'American Association of Cereal Chemists. Sullivan reçoit également la médaille Garvan-Olin en 1954 par l'American Chemical Society.
Le 25 décembre 1999, Sullivan est décédée à Bloomington, Minnesota.